# Säby kyrka, Småland
Säby kyrka är en kyrkobyggnad i Säby församling i Linköpings stift och Tranås kommun. Kyrkan ligger söder om kommunens centralort Tranås och är belägen vid Säbysjön vid riksväg 32, cirka 6 kilometer söder om Tranås.

## Kyrkobyggnaden
Kyrkan uppfördes av tuktad gråsten omkring år 1200. Möjligen under 1400-talets första hälft breddades den mot söder och förlängdes mot öster. Senare under 1400-talet välvdes kyrkorummets tak. En korsarm i norr byggdes 1689 och 1731 ett torn, som dock måste rivas 1745, då också en korsarm i söder tillkom. Ett nytt torn stod färdigt 1756. Två gravkor i söder byggdes 1746 respektive 1748. Kyrkan har kalkmålningar från omkring år 1500.

## Inventarier
Predikstolen är tillverkad av Nils Bratt och uppsatt 1653. En pietàskulptur från cirka 1425 är bevarad. Dopfunten i renässansstil från 1593 är huggen av Bernt von Münster som var verksam vid Vadstena slott.

## Orglar
- 1628 byggde Per Jönsson (borgmästare) i Skänninge en orgel med fyra stämmor.
- 1754 byggde Jonas Wistenius från Linköping en orgel med tio stämmor.[1]
- 1914 byggde Eskil Lundén, Göteborg en orgel med sexton stämmor.
- Den nuvarande orgeln är mekanisk och byggd 1968 av Grönlunds orgelbyggeri i Gammelstad. Fasaden från 1754 års orgel har bibehållits. År 1986 renoverades och omintonerades orgeln av Grönlunds.

| Manual I        | Manual II     | Pedal          | Koppel |
| Rörflöjt 8’     | Gedackt 8’    | Subbas 16’     | I/P    |
| Principal 4’    | Rörflöjt 4’   | Gedackt 8’     | II/P   |
| Spetsflöjt 4’   | Principal 2’  | Koppelflöjt 2' | II/I   |
| Waldflöjt 2’    | Cymbel 3 chor | Fagott 16'     |        |
| Kvinta 1 1⁄3’   | Dulcian 8'    | Skalmeja 4'    |        |
| Mixtur 3-4 chor | Tremulant     |                |        |

### Kororgel
- 1964 tillkom en kororgel byggd av Grönlunds orgelbyggeri med fyra stämmor. Den avyttrades redan 1973 till Betaniakyrkan i Vadstena.

### Fotnoter
1. ↑  Abr. Hülphers, Historisk Afhandling om Musik och Instrument särdeles om Orgwerks Inrättningen i Allmänhet jemte Kort Beskrifning öfwer Orgwerken i Swerige (1773), s. 271.